# Valerij Cyganov
Valerij Ivanovič Cyganov (in russo Валерий Иванович Цыганов?; Mončegorsk, 15 ottobre 1956) è un ex sciatore alpino russo che gareggiò per la nazionale sovietica.

## Biografia
Sciatore polivalente, Cyganov ottenne il primo risultato internazionale ai Mondiali di Garmisch-Partenkirchen 1978, dove si classificò 5º nella combinata, e il 10 dicembre delle stesso anno conquistò il primo piazzamento in Coppa del Mondo, a Schladming nella medesima specialità (9); ai XIII Giochi olimpici invernali di Lake Placid 1980, sua prima presenza olimpica, fu 8º nella discesa libera e non completò lo slalom gigante. Il 5 marzo 1981 conquistò ad Aspen in discesa libera l'unica vittoria, nonché unico podio, in Coppa del Mondo; ai Mondiali di Schladming 1982 si classificò 11º nella combinata e nel 1984 ottenne l'ultimo piazzamento in Coppa del Mondo, il 15 gennaio a Wengen in discesa libera (8º), e l'ultimo risultato in carriera, il 23º posto nella discesa libera dei XIV Giochi olimpici invernali di Sarajevo 1984 disputata il 16 febbraio.

## Palmarès

### Coppa del Mondo
- Miglior piazzamento in classifica generale: 18º nel 1981
- 1 podio:
  - 1 vittoria

#### Coppa del Mondo - vittorie
| Data         | Località | Paese       | Specialità |
| ------------ | -------- | ----------- | ---------- |
| 5 marzo 1981 | Aspen    | Stati Uniti | DH         |

Legenda:

DH = discesa libera